# Caciocavallo
Il caciocavallo è un formaggio stagionato a pasta filata tipico dell'Italia meridionale. Prodotto con latte vaccino con l'aggiunta di solo caglio, fermenti lattici e sale, si conserva appeso a cavallo (da cui il nome) di una trave per l'essiccazione e si presenta, conseguentemente, sagomato in guisa di numero 8 con due corpi tondeggianti uniti da una strozzatura nel punto dove è legato.
Le vacche destinate alla produzione vengono allevate allo stato brado, pascolando nella macchia mediterranea fino alle steppe appenniniche in luoghi ricchi di arbusti ed essenze di sottobosco. La presenza di piante aromatiche nella zona dove si è nutrito l'animale caratterizza le sue note aromatiche e i suoi profumi.
Tipico di tutte le regioni che formavano il Regno delle Due Sicilie, le varietà più conosciute sono quelle del caciocavallo di Agnone, del caciocavallo di Castelfranco, del caciocavallo silano, del caciocavallo siciliano, che a sua volta può essere caciocavallo di Godrano e del caciocavallo podolico.
La prima certificazione ufficiale risale al D.P.R. del 30 ottobre 1955.

## Etimologia
Il nome di "caciocavallo" sembra derivare dall'uso di appendere le forme fresche, legate a coppie, a cavallo di una trave per farle essiccare. Potrebbe anche derivare dall'uso di lavorare la pasta "a cavalluccio" o dal marchio di un cavallo che veniva impresso sulle forme di caciocavallo durante il Regno di Napoli. Un'altra ipotesi sull'origine della denominazione "caciocavallo" la fa derivare al periodo in cui veniva effettuata la transumanza e dalla consuetudine dei pastori nomadi di cagliare direttamente nei campi il latte munto e di appendere le forme di formaggio, in coppie, a dorso di cavalli per venderle o barattarle nei paesi attraversati. In uno scritto napoletano dell'Ottocento è riportato che nei mercati cavalli e asini erano ornati di forme di caciocavallo accoppiate, anche se esistono diverse interpretazioni possibili sui motivi di quest'usanza e sulla sua rilevanza etimologica.
Un'altra ipotesi si basa sull'esistenza nei Balcani, sin dal XV secolo, di un diffusissimo formaggio di vacca chiamato Kashkaval. Ciò induce a pensare che il nome italiano e il tipo di formaggio derivino in qualche modo dall'antenato balcano/ottomano. Ricercatori della facoltà di medicina veterinaria dell'Università di Belgrado affermano che la popolazione armomuna, un popolo nativo dei Balcani, abbia creato il cașcaval. Come in rumeno, la parola caș significa "formaggio" in aromeno. L'etimologia balcanica è data dal suffisso -kaval nella parola kachkaval il quale si riferisce al movimento stagionale dei Valacchi semi nomadi e del loro bestiame tra pascoli fissi estivi e invernali (transumanza).

## Varianti
Nel Sud Italia vengono anche prodotte delle varietà di caciocavallo racchiudenti al loro interno della soppressata, detto anche caciocavallo dell'emigrante.